# Douglas Hamilton
Pour les articles homonymes, voir Hamilton.
Douglas Jonathan Hamilton, dit Dougie Hamilton, (né le 17 juin 1993 à Toronto dans la province de l'Ontario au Canada) est un joueur professionnel canadien de hockey sur glace. Il évolue au poste de défenseur. Il est le fils de la joueuse de basket-ball Lynn Polson et du rameur Doug Hamilton et le frère du joueur de hockey sur glace Freddie Hamilton.

## Biographie

### Carrière en club
En 2009, il commence sa carrière junior avec les IceDogs de Niagara dans la Ligue de hockey de l'Ontario. En 2010, il remporte le trophée Ivan-Tennant remis annuellement au joueur qui réussit le mieux dans ses études de la Ligue de hockey de l'Ontario et succède à son frère Freddie. Il est choisi au premier tour, en neuvième position par les Bruins de Boston au cours du repêchage d'entrée dans la LNH 2011. Le 19 janvier 2013, il joue son premier match dans la Ligue nationale de hockey avec les Bruins face aux Rangers de New York.
Le 26 juin 2015, il est échangé par les Bruins aux Flames de Calgary en retour d'un choix de premier tour (15e rang) et deux choix de deuxième tour (45e et 52e rangs) pour le repêchage d'entrée dans la LNH 2015. Quatre jours plus tard, il signe un contrat de six ans avec les Flames de Calgary pour un salaire total de 34,5 millions de dollars.
Le 23 juin 2018, il est échangé aux Hurricanes de la Caroline en compagnie de Michael Ferland et l'espoir Adam Fox contre Elias Lindholm et Noah Hanifin.
Au terme de son contrat avec les Hurricanes, il quitte l'organisation. En tant qu'agent libre, il s'entend avec les Devils du New Jersey sur un contrat de sept saisons et 63 millions $, pour une valeur annuelle moyenne de 9 millions $.

### Carrière internationale
Il représente l'équipe du Canada en sélections jeunes.

## Statistiques en carrière

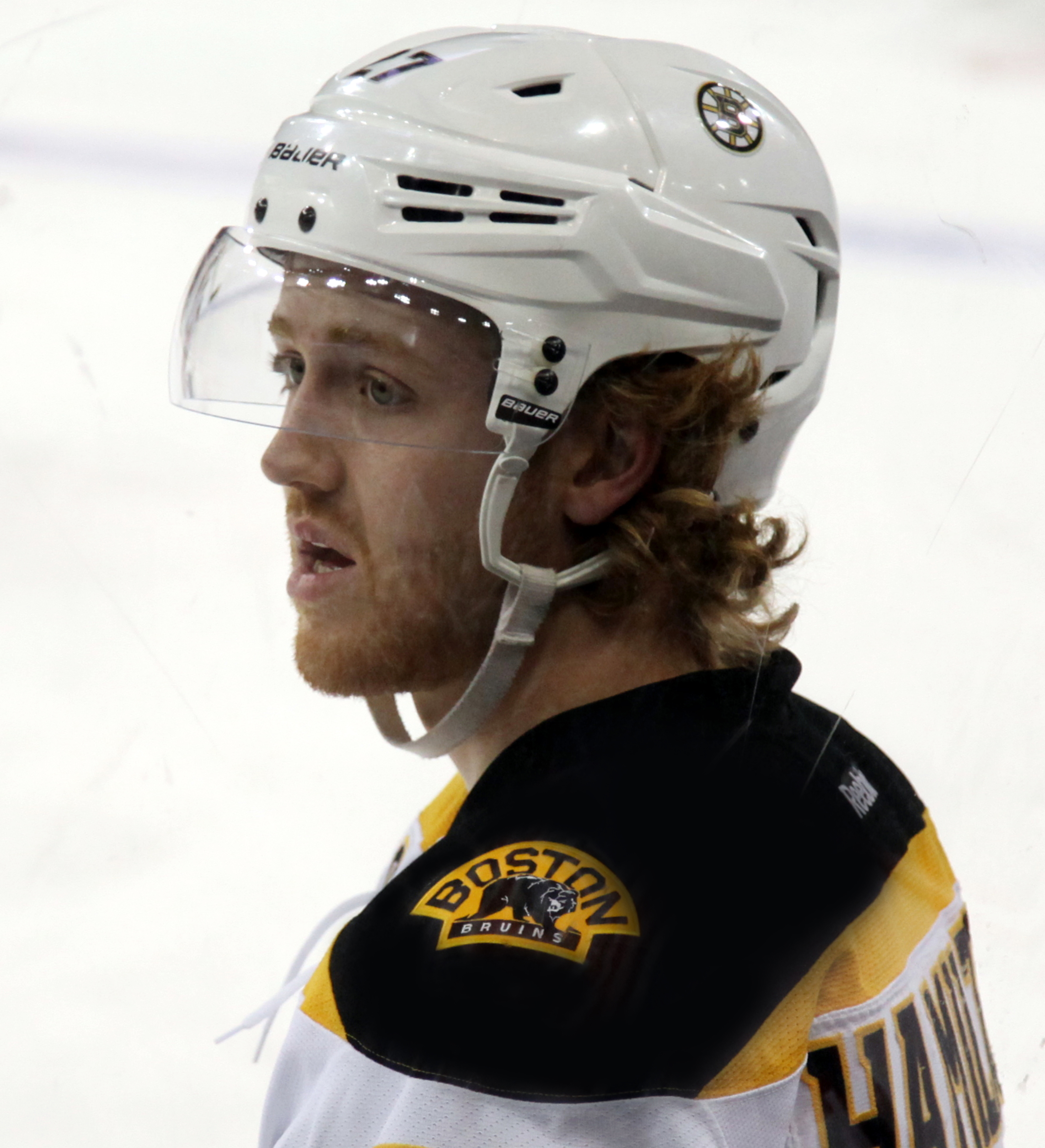
Douglas Hamilton sous les couleurs des Bruins de Boston en 2014.

### En club
| Saison     | Équipe                    | Ligue      |     | Saison régulière | Saison régulière | Saison régulière | Saison régulière | Saison régulière |   | Séries éliminatoires | Séries éliminatoires | Séries éliminatoires | Séries éliminatoires | Séries éliminatoires |
| Saison     | Équipe                    | Ligue      | PJ  | B                | A                | Pts              | Pun              | PJ               | B | A                    | Pts                  | Pun                  |                      |                      |
| 2009-2010  | IceDogs de Niagara        | LHO        | 64  | 3                | 13               | 16               | 36               | 5                | 0 | 1                    | 1                    | 4                    |                      |                      |
| 2010-2011  | IceDogs de Niagara        | LHO        | 67  | 12               | 46               | 58               | 77               | 14               | 4 | 12                   | 16                   | 16                   |                      |                      |
| 2011-2012  | IceDogs de Niagara        | LHO        | 50  | 17               | 55               | 72               | 47               | 20               | 5 | 18                   | 23                   | 16                   |                      |                      |
| 2012-2013  | IceDogs de Niagara        | LHO        | 32  | 8                | 33               | 41               | 32               | -                | - | -                    | -                    | -                    |                      |                      |
| 2012-2013  | Bruins de Boston          | LNH        | 42  | 5                | 11               | 16               | 14               | 7                | 0 | 3                    | 3                    | 0                    |                      |                      |
| 2013-2014  | Bruins de Boston          | LNH        | 64  | 7                | 18               | 25               | 40               | 12               | 2 | 5                    | 7                    | 14                   |                      |                      |
| 2014-2015  | Bruins de Boston          | LNH        | 72  | 10               | 32               | 42               | 41               | -                | - | -                    | -                    | -                    |                      |                      |
| 2015-2016  | Flames de Calgary         | LNH        | 82  | 12               | 31               | 43               | 46               | -                | - | -                    | -                    | -                    |                      |                      |
| 2016-2017  | Flames de Calgary         | LNH        | 81  | 13               | 37               | 50               | 64               | 4                | 0 | 1                    | 1                    | 8                    |                      |                      |
| 2017-2018  | Flames de Calgary         | LNH        | 82  | 17               | 27               | 44               | 64               | -                | - | -                    | -                    | -                    |                      |                      |
| 2018-2019  | Hurricanes de la Caroline | LNH        | 82  | 18               | 21               | 39               | 54               | 15               | 3 | 4                    | 7                    | 10                   |                      |                      |
| 2019-2020  | Hurricanes de la Caroline | LNH        | 47  | 14               | 26               | 40               | 32               | 5                | 1 | 1                    | 2                    | 4                    |                      |                      |
| 2020-2021  | Hurricanes de la Caroline | LNH        | 55  | 10               | 32               | 42               | 35               | 11               | 2 | 3                    | 5                    | 12                   |                      |                      |
| 2021-2022  | Devils du New Jersey      | LNH        | 62  | 9                | 21               | 30               | 34               | -                | - | -                    | -                    | -                    |                      |                      |
| 2022-2023  | Devils du New Jersey      | LNH        | 82  | 22               | 52               | 74               | 50               | 12               | 1 | 3                    | 4                    | 2                    |                      |                      |
| 2023-2024  | Devils du New Jersey      | LNH        | 20  | 5                | 11               | 16               | 20               | -                | - | -                    | -                    | -                    |                      |                      |
| Totaux LNH | Totaux LNH                | Totaux LNH | 771 | 142              | 319              | 461              | 494              | 66               | 9 | 20                   | 29                   | 50                   |                      |                      |

### En équipe nationale
| Année | Équipe     | Compétition                 |   | PJ | B | A | Pts | Pun | +/-                |  | Résultat |
| 2012  | Canada U20 | Championnat du monde junior | 6 | 2  | 4 | 6 | 6   | +7  | Médaille de bronze |  |          |
| 2013  | Canada U20 | Championnat du monde junior | 6 | 1  | 1 | 2 | 0   | +3  | 4e place           |  |          |

## Trophées et honneurs personnels

### Ligue de hockey de l'Ontario
- 2009-2010 : nommé dans la deuxième équipe des recrues
- 2010-2011 : 
  - nommé dans la deuxième équipe d'étoiles
  - remporte le trophée Bobby-Smith
- 2011-2012 : 
  - nommé dans la première équipe d'étoiles
  - remporte le trophée Max-Kaminsky

### Ligue canadienne de hockey
- 2009-2010 : remporte le trophée Ivan-Tennant
- 2010-2011 : participe au match des meilleurs espoirs
- 2011-2012 : nommé défenseur de la saison

### Ligue nationale de hockey
- 2019-2020 : participe au 65e Match des étoiles de la LNH
- 2020-2021 : sélectionné dans la seconde équipe d'étoiles